# Trackshittaz
Trackshittaz bylo rakouské hip-hopové duo z Freistadtu. Členy formace byly od jejího založení v roce 2010 Lukas Plöchl a Manuel Hoffelner.
Typickým znakem jejich hudby jsou texty v mühlviertelském dialektu. Její hudební žánr bývá charakterizován jako "Traktorgängsta Partyrap" (odvozeno od symbolu formace - traktoru), bývají přirovnáváni také k rapovému subžánru dirty south, který je populární především na jihu USA.
Po vítězství v národním kole teprezentovali Rakousko na Eurovision Song Contest 2012 v Baku s písní "Woki mit deim Popo". Se ziskem 8 bodů ovšem nepostoupili z prvního semifinále a obsadili zde poslední místo. K roku 2013 formace vydala 4 alba.

## Biografie

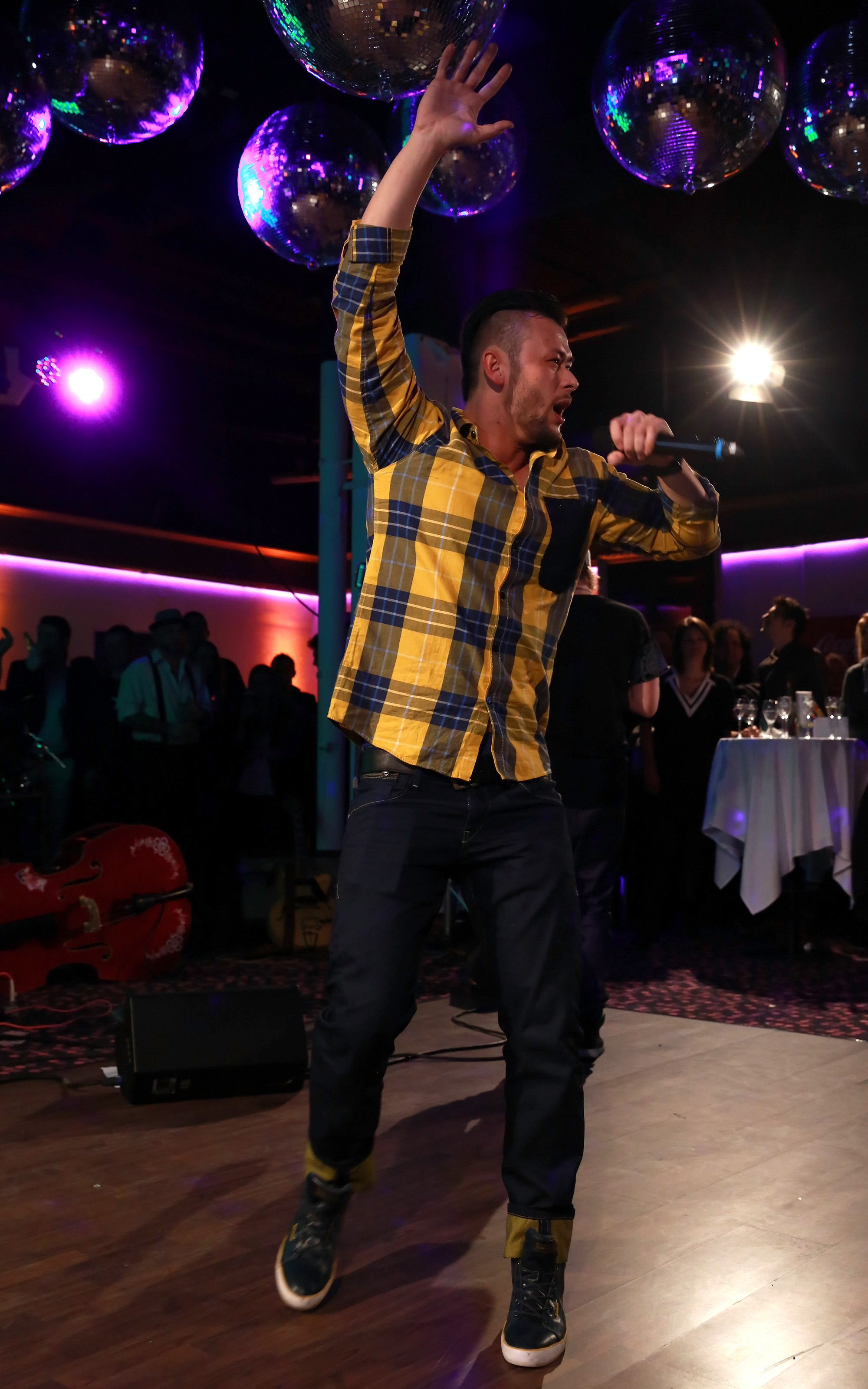
Lukas Plöchl

Skupina byla založena počátkem roku 2010 Lukasem Plöchlem a Manuelem Hoffelnerem. Poprvé na sebe upozornili na YouTube předělávkou hitu "Alors on danse" belgického rappera Stromae - jejich verze za krátký čas obdržela přes sto tisíc zhlédnutí.
V říjnu 2010 se Plöchl zapojil do talentové soutěže Helden von Morgen stanice ORF. Po vystoupení bylo jemu i Hoffelnerovi společností Sony Music nabídnuto nahrání debutového singlu "Oida Taunz!". Počátkem listopadu singl obsadil nejvyšší příčku rakouské hitparády písní. Duo se s ním navíc zúčastnilo národního kola Rakouska do Eurovize 2011, ale skončili druzí za Nadine Beiler. Na úspěch prvního singlu v hitparádě navázala druhá nahrávka, "Guuugarutz".
O rok později se Trackshittaz navrátili do národního kola, tentokrát se jim s písní "Woki mit deim Popo" podařilo zvítězit, a následně v květnu 2012 reprezentovali Rakousko na Eurovizi 2012 v Baku. V semifinálovém kole ovšem obsadili poslední místo se ziskem 8 bodů - 5 ze Švýcarska, 2 z Belgie a 1 z Islandu. V děleném hlasování diváků skončili předposlední (17.), v bodování odborné poroty 15.

## Diskografie

### Alba
| Název                  | Podrobnosti                                                                         | Umístění |
| Název                  | Podrobnosti                                                                         | [ 4 ]    |
| ---------------------- | ----------------------------------------------------------------------------------- | -------- |
| Oidaah pumpn muas‘s    | - Vydáno: 1. února 2011 - Vydavatel: Sony Music - Formát: CD, digitální stažení     | 1        |
| Prolettn feian längaah | - Vydáno: 28. června 2011 - Vydavatel: Sony Music - Formát: CD, digitální stažení   | 1        |
| Traktorgängstapartyrap | - Released: January 6, 2012 - Vydavatel: Sony Music - Formát: CD, digitální stažení | —        |
| Zruck zu de Ruabm      | - Vydáno: 10. února 2012 - Vydavatel: Sony Music - Formát: CD, digitální stažení    | 3        |

### Oficiální singly
| Rok  | Název                | Umístění | Album                  |
| Rok  | Název                | [ 4 ]    | Album                  |
| ---- | -------------------- | -------- | ---------------------- |
| 2010 | "Oida Taunz!"        | 1        | Oidaah pumpn muas's    |
| 2011 | "Guuugarutz"         | 1        | Oidaah pumpn muas's    |
| 2011 | "Killalady"          | 2        | Oidaah pumpn muas's    |
| 2011 | "Grüllarei"          | 18       | Prolettn feian längaah |
| 2011 | "Touchdown"          | 48       | Traktorgängstapartyrap |
| 2011 | "Oida Chüüü"         | 38       | Traktorgängstapartyrap |
| 2012 | "Woki mit deim Popo" | 2        | Traktorgängstapartyrap |
| 2012 | "Geila Ois ..."      | 52       | Zruck zu de Ruabm      |

### Jiné singly
| Rok  | Název          | Umístění |
| Rok  | Název          | [ 4 ]    |
| ---- | -------------- | -------- |
| 2011 | "Trackshittaz" | 38       |
| 2011 | "Laudaah"      | 50       |
| 2011 | "Pumpn muas's" | 70       |
| 2011 | "Hawaraheisl"  | 36       |

## Příbuzná témata
- Eurovision Song Contest 2012